# アルペル・ポトゥク
アルペル・ポトゥク(1991年4月8日-)はトルコのサッカー選手。ポジションはMF。チャイクル・リゼスポル所属。

## 経歴
2002年にエスキシェヒルスポルのユースチームに所属した。2009年5月にデビュー。
2013年5月22日、フェネルバフチェSKと5年契約を結んだ。

### 代表歴
年代別のトルコ代表に召集されている。2013年5月22日のアンドラ代表戦でA代表デビュー。